# Marian Jadwiński
Marian Leon Jadwiński, ps. Niekrasa (ur. 25 marca 1895 w Tartakowie, zm. 1973 w Londynie) – podpułkownik dyplomowany piechoty Wojska Polskiego, działacz niepodległościowy, kawaler Orderu Virtuti Militari.

## Życiorys
Urodził się 25 marca 1895 w miasteczku Tartaków, w ówczesnym powiecie sokalskim Królestwa Galicji i Lodomerii, w rodzinie Tomasza i Eleonory z Jakubczaków. Był starszym bratem Antoniego (1897–1916), legionisty, pośmiertnie odznaczonego Krzyżem Niepodległości. Do szkoły powszechnej uczęszczał w Mielcu. Tam też rozpoczął naukę w c. k. Gimnazjum. Później kontynuował naukę kolejno w c. k. Gimnazjum w Dębicy, c. k. Gimnazjum II w Rzeszowie i c. k. Gimnazjum V w Krakowie. W Krakowie, w roku szkolnym 1913/1914 ukończył naukę w klasie VIb, a brat w klasie III.
W czasie I wojny światowej, jako uczeń gimnazjum wstąpił do Legionów Polskich. Walczył w szeregach 5 pułku piechoty. Po kryzysie przysięgowym (lipiec 1917) został wcielony do cesarskiej i królewskiej armii. Początkowo walczył w szeregach 100 pułku piechoty, a później w Tyrolu Południowym w szeregach 75 pułku piechoty. W marcu 1918 został mianowany chorążym. W październiku tego roku pełnił służbę w batalionie zapasowym 75 pp w Debreczynie. Na początku listopada, po rozpadzie Austro-Węgier, razem z batalionem został przewieziony koleją do Jindřichův Hradec, a następnie udał do Krakowa.
W grudniu 1918 w Jędrzejowie sformował 9 kompanię 25 pułku piechoty. 14 marca 1919 został formalnie przyjęty do Wojska Polskiego z byłych Legionów Polskich, z warunkowym zatwierdzeniem stopnia podporucznika nadanego przez generała Edwarda Rydza-Śmigłego i przydziałem do 25 pp. W 1921 zdał maturę w Państwowym I Gimnazjum Nowodworskiego w Krakowie.
3 maja 1922 został zweryfikowany w stopniu kapitana ze starszeństwem z dniem 1 czerwca 1919 i 892 lokatą w korpusie oficerów piechoty, a jego oddziałem macierzystym był 5 pułk piechoty Legionów w Wilnie. W listopadzie 1922 został przeniesiony do 63 pułku piechoty w Toruniu na stanowisko dowódcy kompanii, a później batalionu. 1 grudnia 1924 prezydent RP nadał mu stopień majora z dniem 15 sierpnia 1924 i 232. lokatą w korpusie oficerów piechoty. W 1925 został przydzielony do Dowództwa Okręgu Korpusu Nr I w Warszawie.
W 1926 „wziął udział w wypadkach majowych jako wierny żołnierz Marszałka Piłsudskiego”. W tym samym roku został przydzielony do Oficerskiej Szkoły Piechoty w Ostrowi Mazowieckiej na stanowisko dowódcy batalionu. W listopadzie 1927 został przeniesiony do kadry oficerów piechoty z równoczesnym przeniesieniem służbowym do Ministerstwa Skarbu. Objął obowiązki kierownika Małopolskiego Inspektoratu Okręgowego Straży Granicznej w Sanoku. W listopadzie 1928 został przeniesiony z dyspozycji ministra skarbu do 30 pułku piechoty w Warszawie na stanowisko dowódcy III batalionu. 5 stycznia 1931  został powołany do Wyższej Szkoły Wojennej w Warszawie, w charakterze słuchacza Kursu 1930–1932. 1 listopada 1932, po ukończeniu kursu i otrzymaniu dyplomu naukowego oficera dyplomowanego, został przeniesiony do Departamentu Piechoty Ministerstwa Spraw Wojskowych w Warszawie. 17 stycznia 1933 został awansowany do stopnia podpułkownika ze starszeństwem z dniem 1 stycznia 1933 i 11 lokatą w korpusie oficerów piechoty. 28 czerwca 1933 ogłoszono jego przeniesienie do 3 batalionu strzelców w Rembertowie na stanowisko dowódcy batalionu. Następnie został przeniesiony do Dowództwa 16 Pomorskiej Dywizji Piechoty w Grudziądzu na stanowisko szefa sztabu. W latach 1938–1939 był I zastępcą dowódcy 69 pułku piechoty w Gnieźnie.
W kampanii wrześniowej pełnił obowiązki szefa sztabu Korpusu Ochotniczego do Specjalnych Zadań. 22 września na polecenie dowódcy korpusu, generała dywizji Mariana Januszajtisa został skierowany ze Lwowa na tereny okupowane przez Niemców do Makowa Podhalańskiego, gdzie miał koordynować działania dywersji pozafrontowej. Powierzonego zadania nie był w stanie wykonać. Dostał się do niemieckiej niewoli. Przebywał w Oflagu XII A Hadamar.
Po uwolnieniu z niewoli i zakończeniu II wojny światowej pozostał na emigracji. 1 grudnia 1957 został wybrany członkiem Zarządu Zjednoczenia Polskiego w Wielkiej Brytanii. Zmarł w 1973 w Londynie.
W 1920 ożenił się z Wandą z Wagnerów, z którą miał córkę Żywię (ur. 1921).

## Ordery i odznaczenia
- Krzyż Srebrny Orderu Wojskowego Virtuti Militari nr 6578 – 17 maja 1922[23][1][24]
- Krzyż Niepodległości – 2 sierpnia 1931 „za pracę w dziele odzyskania niepodległości”[25]
- Krzyż Kawalerski Orderu Odrodzenia Polski – 10 listopada 1938 „za zasługi w służbie wojskowej”[26][27]
- Krzyż Walecznych czterokrotnie[1]
- Złoty Krzyż Zasługi – 17 marca 1930 „za zasługi na polu organizacji i wyszkolenia wojska”[28]
- Medal Pamiątkowy za Wojnę 1918–1921[1]
- Medal Dziesięciolecia Odzyskanej Niepodległości[1]